# Romann Berrux
Romann Berrux (* 13. srpna 2001) je francouzský herec. K jeho významným rolím patří postava Huga Roche ve francouzském seriálu Détectives či mladý Fergus v seriálu Cizinka.

## Kariéra
Berrux začal profesionálně pracovat jako herec ve věku pěti let ve své rodné Francii. V roce 2016 začal studovat na workshopu herectví u Clarence Tokleyho v Paříži.
Postava Ferguse ve 2. a 3. řadě seriálu Cizinka byla první Berruxovou anglickojazyčnou rolí. Posléze jej v této roli vystřídal francouzský herec César Domboy, který ztvárnil dospělou verzi této postavy.

## Filmografie

### Televize
| Rok       | Název                     | Role           | Poznámky                            |
| --------- | ------------------------- | -------------- | ----------------------------------- |
| 2008      | Joséphine, ange gardien   | Rémi           | Díl: „Le festin d'Alain“            |
| 2009      | Brigade Navarro           | Romain         | Díl: „Mascarade“                    |
| 2010      | Le juge est une femme     | Tom Blanchard  | Díl: „Les enfants de la lumière“    |
| 2010      | Équipe médicale d'urgence | Lucas          | Díl: „Eau et gaz à tous les étages“ |
| 2013–2014 | Détectives                | Hugo Roche     | vedlejší role, 16 dílů              |
| 2016–2017 | Cizinka                   | Fergus         | vedlejší role, 12 dílů              |
| 2018–2019 | Jeux d'influence          | Damien Forrest | minisérie                           |

### Film
| Rok  | Název                   | Role          | Poznámky |
| ---- | ----------------------- | ------------- | -------- |
| 2007 | Mužská srdce 2          | Gaston        |          |
| 2008 | Miroir, mon beau miroir | Ludo          | TV film  |
| 2010 | Prázdninový tábor       | Jules         | TV film  |
| 2011 | Le bon samaritain       | Gaëtan Fauvet | TV film  |
| 2012 | Kirikou a muži a ženy   | Kirikou       | hlas     |
| 2014 | Coût de chance          | Marius Fares  | TV film  |
| 2019 | Huguette                | Rémi          | TV film  |